# Jean Brossel
Pour les articles homonymes, voir Brossel.
Jean Brossel (né le 15 août 1918 à Périgueux où il est mort le 4 février 2003) est un physicien français. Ses travaux les plus connus portent sur l'optique quantique et la physique atomique, notamment le pompage optique qu'il étudia avec Alfred Kastler. Ils fondèrent en 1951 le laboratoire de spectroscopie hertzienne de l'ENS, qui depuis 1994 porte leurs noms (le Laboratoire Kastler Brossel, à Paris).

## Biographie
Jean Brossel est reçu au concours d'entrée à l'École normale supérieure en 1938, mais la guerre l'empêche d'y poursuivre immédiatement ses études : il est mobilisé deux ans. Il y effectue sa scolarité de 1941 à 1945, et orienté par Alfred Kastler il poursuit ensuite une formation plus expérimentale au sein des groupes de Tolansky à Manchester, puis de F. Bitter au Massachusetts Institute of Technology jusqu'en 1951. Il revient en France soutenir sa thèse (utilisant la méthode de double résonance, optique et hertzienne, dans les états excités du mercure) en 1951, devant un jury dont fait partie Kastler.
Il crée alors avec Alfred Kastler le laboratoire de spectroscopie hertzienne de l'E.N.S. (aujourd'hui Laboratoire Kastler Brossel) qu'ils codirigent jusqu'en 1972 (retraite d'A. Kastler) et dont il assure ensuite seul la direction jusqu'en 1984. Il dirige alors les tentatives expérimentales de mise en pratique du pompage optique. Son équipe obtient de nombreux résultats dans le domaine de l'étude des structures fines et des transitions atomiques, couronnés en 1966 par le prix Nobel reçu par Alfred Kastler. On notera que le professeur Kastler a exprimé en maintes occasions son regret que l'Académie suédoise n'ait pas partagé avec lui ce prix Nobel.
Après avoir commencé sa carrière comme chargé de recherche du Centre national de la recherche scientifique, il est nommé en 1955 maître de conférences de physique (certificat PCN, en parallèle avec Pierre Aigrain et Paul Soleillet) à la Faculté des sciences de l'université de Paris, puis en 1957 de physique atomique (Il est remplacé par Claude Magnan au PCB), puis professeur titulaire à titre personnel. Enseignant dévoué à ses élèves, il a également occupé pendant 12 ans le poste de directeur du laboratoire de physique de l'ENS où il dirigera la thèse de Bernard Decomps. Il s'est toujours efforcé de développer des équipes et d'encourager la coopération tant entre laboratoires nationaux qu'internationaux.
Il est décédé le 4 février 2003 à Périgueux, sa ville natale, qui a donné son nom à la grande place autour de laquelle sont bâtis les établissements universitaires.

## Distinctions
- Prix Holweck (1960)
- Prix Ampère (1974)
- Médaille d'or du CNRS (1984)[2]
- Élu membre de l'Académie des sciences le 17 janvier 1977[3]